# Aeroportul Yamagata
Aeroportul Yamagata (IATA: GAJ, ICAO: RJSC) este un aeroport din Higashine, Prefectura Yamagata, Japonia ce deservește zona Yamagata. Aeroportul a fost tranzitat în decembrie 2020 de 9.507 pasageri. A fost deschis în 1964 și numit după zona deservită.
Situat la o altitudine de 105 m, aeroportul dispune de 1 pistă. Este operat de Prefectura Yamagata.

## Infrastructură

### Piste
Aeroportul dispune de o singură pistă. Pista 01/19 are suprafața de asfalt și dimensiunile 2.000 m × 45 m. 